# Décès en août 2022
Décès
- 2018
- 2019
- 2020
- 2021
- 2022
- 2023
- 2024
- 2025
- 2026

Pour une information complémentaire, voir la page d'aide.

| Date     | Nom                            | Activités                                                                                      | Âge | Source |
| -------- | ------------------------------ | ---------------------------------------------------------------------------------------------- | --- | ------ |
| 31 août  | Bang Young-ung                 | Écrivain sud-coréen.                                                                           | 80  | (ko)   |
| 31 août  | Normand Chaurette              | Dramaturge, romancier et nouvelliste canadien.                                                 | 68  |        |
| 31 août  | Alexander Horváth              | Joueur de football slovaque.                                                                   | 83  | (sk)   |
| 30 août  | Mohamed Azouzi                 | Peintre, plasticien et sculpteur marocain et français.                                         | 76  |        |
| 30 août  | Gheorghe Berceanu              | Lutteur roumain, champion et médaillé d'argent olympique (1972, 1976).                         | 72  | (ro)   |
| 30 août  | Mikhaïl Gorbatchev             | Homme d'État soviétique, puis russe.                                                           | 91  |        |
| 30 août  | Don L. Lind                    | Astronaute américain.                                                                          | 92  | (en)   |
| 30 août  | George Woods                   | Athlète américain, double médaillé d'argent olympique (1968, 1972).                            | 79  | (en)   |
| 29 août  | Mick Bates                     | Homme politique britannique.                                                                   | 74  | (en)   |
| 29 août  | Charlbi Dean                   | Actrice et mannequin sud-africain.                                                             | 32  | (en)   |
| 29 août  | Pat McGeer                     | Neurologue canadien.                                                                           | 95  | (en)   |
| 29 août  | Jai Ram Reddy                  | Homme politique et juge fidjien.                                                               | 85  | (en)   |
| 29 août  | Rigoberto Riasco               | Boxeur panaméen.                                                                               | 69  | (en)   |
| 29 août  | Hans-Christian Ströbele        | Homme politique allemand.                                                                      | 83  | (de)   |
| 29 août  | Ernie Zampese                  | Joueur puis entraîneur américain de football américain.                                        | 86  | (en)   |
| 28 août  | Ralph Eggleston                | Animateur, scénariste et chef décorateur américain.                                            | 56  | (en)   |
| 28 août  | Roger Giguère                  | Comédien, marionnettiste et bruiteur canadien.                                                 | 77  |        |
| 28 août  | Manzoor Hussain                | Joueur de hockey sur gazon pakistanais, champion et médaillé de bronze olympique (1976, 1984). | 63  | (en)   |
| 27 août  | George Al Rassy                | Acteur et chanteur libanais.                                                                   | 42  |        |
| 27 août  | Alfons Dresen                  | Footballeur international belge devenu entraîneur.                                             | 91  |        |
| 27 août  | Tadeusz Ferenc                 | Homme politique polonais.                                                                      | 82  | (pl)   |
| 27 août  | Suleiman Kangangi              | Coureur cycliste kényan.                                                                       | 33  |        |
| 27 août  | Karl Lamers                    | Homme politique allemand.                                                                      | 86  | (de)   |
| 27 août  | Vicenç Pagès i Jordà           | Écrivain, critique littéraire catalan.                                                         | 58  | (ca)   |
| 27 août  | Manolo Sanlúcar                | Guitariste de flamenco espagnol.                                                               | 78  | (es)   |
| 27 août  | Milutin Šoškić                 | Footballeur yougoslave, champion aux Jeux olympiques d'été de 1960.                            | 84  | (sr)   |
| 27 août  | Emilio Trivini                 | Rameur d'aviron italien, médaillé d'argent aux Jeux olympiques d'été de 1964.                  | 84  | (it)   |
| 27 août  | André Van In                   | Réalisateur de films documentaires franco-belge.                                               | 73  |        |
| 27 août  | Laurence Viennot               | Physicienne française.                                                                         | 80  |        |
| 26 août  | Omba Pene Djunga               | Homme politique congolais                                                                      | 84  |        |
| 26 août  | Jean-Claude Idée               | Metteur en scène, auteur et écrivain franco-belge.                                             | 70  |        |
| 26 août  | Roland Mesnier                 | Chef cuisinier et écrivain franco-américain.                                                   | 78  | (en)   |
| 25 août  | Joey DeFrancesco               | Musicien américain de jazz.                                                                    | 51  | (en)   |
| 25 août  | Fernand Delort                 | Coureur cycliste français.                                                                     | 86  |        |
| 25 août  | Régis Durand                   | Critique d'art français.                                                                       | 80  |        |
| 25 août  | Graziella Galvani              | Actrice italienne.                                                                             | 91  | (it)   |
| 25 août  | Enzo Garinei                   | Acteur italien.                                                                                | 96  | (it)   |
| 25 août  | Mable John                     | Chanteuse américaine.                                                                          | 91  | (en)   |
| 25 août  | Ken Jones                      | Joueur de rugby à XV gallois.                                                                  | 81  | (en)   |
| 25 août  | Roger Jouet                    | Écrivain et historien français.                                                                | 77  |        |
| 25 août  | Shichirō Kobayashi             | Directeur artistique japonais                                                                  | 89  | (ja)   |
| 25 août  | Nel Noddings                   | Philosophe, féministe et universitaire américaine.                                             | 93  | (en)   |
| 25 août  | Giles Radice                   | Membre travailliste de la Chambre des lords.                                                   | 85  | (en)   |
| 25 août  | Radovan Radović                | Joueur de basket-ball yougoslave.                                                              | 86  | (sr)   |
| 25 août  | Orval Tessier                  | Joueur puis entraîneur canadien de hockey sur glace.                                           | 89  | (en)   |
| 25 août  | Herman Van Springel            | Coureur cycliste belge.                                                                        | 79  |        |
| 24 août  | Hérard Abraham                 | Militaire et homme d'État haïtien.                                                             | 82  |        |
| 24 août  | Len Dawson                     | Joueur américain de football américain.                                                        | 87  | (en)   |
| 24 août  | Paul Knox                      | Joueur de hockey sur glace canadien, médaillé de bronze aux Jeux olympiques d'hiver de 1956.   | 88  | (en)   |
| 24 août  | Tim Page                       | Photographe de guerre britannique.                                                             | 78  | (en)   |
| 24 août  | Lily Renée                     | Autrice américaine de comics.                                                                  | 101 | (en)   |
| 24 août  | William Reynolds               | Acteur américain.                                                                              | 90  | (en)   |
| 24 août  | Joe E. Tata                    | Acteur américain.                                                                              | 85  | (en)   |
| 24 août  | Orlando de la Torre            | Joueur de football international péruvien.                                                     | 78  | (es)   |
| 24 août  | Kallistos Ware                 | Évêque britannique.                                                                            | 87  | (en)   |
| 23 août  | Carlos Duarte                  | Footballeur international portugais.                                                           | 89  | (pt)   |
| 23 août  | Bébé Hong-Suong                | Chanteuse belge.                                                                               | 89  |        |
| 23 août  | Esther Cooper Jackson          | Militante américaine des droits civils.                                                        | 105 | (en)   |
| 23 août  | Arlette Lévy-Andersen          | Survivante de la Shoah franco-danoise.                                                         | 98  | (da)   |
| 23 août  | Luiz Mancilha Vilela           | Archevêque catholique brésilien.                                                               | 80  | (en)   |
| 23 août  | Pascal Monteilhet              | Luthiste et théorbiste français.                                                               | 67  |        |
| 23 août  | Creed Taylor                   | Producteur de jazz américain.                                                                  | 93  | (en)   |
| 22 août  | Michel Arrieumerlou            | Joueur de rugby à XV français.                                                                 | 75  |        |
| 22 août  | Monique Brandily               | Ethnomusicologue française.                                                                    | 100 |        |
| 22 août  | Edmund Borowski                | Athlète polonais.                                                                              | 77  | (pl)   |
| 22 août  | David Douglas-Home             | Homme politique et banquier britannique.                                                       | 78  | (en)   |
| 22 août  | Jaimie Branch                  | Trompettiste et compositrice de jazz américaine.                                               | 39  | (en)   |
| 22 août  | Robert Fraisse                 | Sabreur français.                                                                              | 88  |        |
| 22 août  | Rahimuddin Khan                | Homme politique et militaire pakistanais.                                                      | 96  | (en)   |
| 22 août  | Gérard Vignoble                | Homme politique français.                                                                      | 76  |        |
| 22 août  | Rembert Weakland               | Archevêque américain.                                                                          | 95  | (en)   |
| 21 août  | Stuart Anstis                  | Guitariste britannique.                                                                        | 48  | (en)   |
| 21 août  | David Armstrong                | Footballeur international anglais.                                                             | 67  | (en)   |
| 21 août  | Gérard Chouchan                | Réalisateur français.                                                                          | 88  |        |
| 21 août  | Sela Molisa                    | Homme politique vanuatais.                                                                     | 71  | (en)   |
| 21 août  | Alexei Panshin                 | Romancier, nouvelliste et essayiste américain.                                                 | 82  | (en)   |
| 21 août  | Jean-François Wolff            | Acteur luxembourgeois.                                                                         | 59  |        |
| 20 août  | Jonathan Destin                | Écrivain français.                                                                             | 27  |        |
| 20 août  | Louncény Camara                | Homme politique guinéen.                                                                       | 62  |        |
| 20 août  | Daria Douguina                 | Journaliste russe.                                                                             | 29  |        |
| 20 août  | Séamus Freeman                 | Prêtre catholique irlandais.                                                                   | 78  | (en)   |
| 20 août  | Franz Hummel                   | Compositeur et pianiste allemand.                                                              | 83  | (de)   |
| 20 août  | Masahiro Kobayashi             | Réalisateur japonais.                                                                          | 68  | (en)   |
| 20 août  | Jacques Mahéas                 | Homme politique français.                                                                      | 83  |        |
| 20 août  | Jorge Milchberg                | Compositeur et musicien argentin.                                                              | 93  |        |
| 20 août  | Patrick Nordmann               | Animateur de radio et scénariste suisse.                                                       | 73  |        |
| 20 août  | Bram Peper                     | Homme politique néerlandais.                                                                   | 82  | (nl)   |
| 20 août  | Leon Vitali                    | Acteur britannique.                                                                            | 74  | (en)   |
| 20 août  | Tom Weiskopf                   | Golfeur américain.                                                                             | 79  | (en)   |
| 19 août  | Raymonde Dien                  | Militante communiste française.                                                                | 93  |        |
| 19 août  | Tekla Juniewicz                | Supercentenaire polonaise.                                                                     | 116 |        |
| 19 août  | Michael Malone                 | Écrivain américain.                                                                            | 79  | (en)   |
| 19 août  | Yvon Morvan                    | Chanteur français.                                                                             | 87  |        |
| 18 août  | Marcel Brisebois               | Professeur, animateur de radio et animateur de télévision canadien.                            | 88  |        |
| 18 août  | Armand Couture                 | Ingénieur canadien.                                                                            | 91  |        |
| 18 août  | Michel Doublet                 | Homme politique français.                                                                      | 82  |        |
| 18 août  | Hadrawi                        | Poète somalien.                                                                                | 79  | (en)   |
| 18 août  | Rolf Kühn                      | Musicien de jazz allemand.                                                                     | 92  | (de)   |
| 18 août  | István Liptai                  | Basketteur hongrois.                                                                           | 87  | (hu)   |
| 18 août  | Sombat Metanee                 | Chanteur et acteur thaïlandais.                                                                | 85  | (th)   |
| 18 août  | Herbert Mullin                 | Tueur en série américain.                                                                      | 75  | (en)   |
| 18 août  | Tom Palmer                     | Dessinateur américain.                                                                         | 81  | (en)   |
| 18 août  | Virginia Patton                | Actrice américaine.                                                                            | 97  | (en)   |
| 18 août  | John Gates Powell              | Athlète américain, double médaillé de bronze olympique (1976, 1984).                           | 75  | (en)   |
| 18 août  | Bruno Walrave                  | Entraineur de coureurs cyclistes de demi-fond néerlandais.                                     | 83  | (nl)   |
| 17 août  | Yvan Buravan                   | Auteur-compositeur-interprète et chanteur rwandais.                                            | 27  |        |
| 17 août  | Mabel Deware                   | Femme politique et curleuse canadienne.                                                        | 96  | (en)   |
| 17 août  | Niccolò Ghedini                | Avocat et homme politique italien.                                                             | 62  | (it)   |
| 17 août  | Tristan Jeanne-Valès           | Photographe français.                                                                          | 67  |        |
| 17 août  | Farid Makari                   | Homme politique libanais.                                                                      | 74  |        |
| 17 août  | René Monié                     | Joueur français de rugby à XV.                                                                 | 88  |        |
| 16 août  | Joseph Delaney                 | Auteur britannique de science-fiction et d'heroic fantasy.                                     | 77  | (en)   |
| 16 août  | Eva-Maria Hagen                | Actrice et cantatrice est-allemande puis allemande.                                            | 87  |        |
| 16 août  | Francis Linel                  | Acteur, chanteur et danseur français.                                                          | 94  |        |
| 16 août  | Bachir Yellès                  | Peintre algérien.                                                                              | 100 |        |
| 15 août  | Christine Authier              | Auteure-compositrice-interprète et animatrice de radio française.                              | 72  |        |
| 15 août  | Tsuneko Sasamoto               | Photographe japonaise.                                                                         | 107 |        |
| 15 août  | Rajmund Zieliński              | Cycliste polonais.                                                                             | 81  |        |
| 14 août  | Patrick Chamunda               | Dirigeant sportif zambien.                                                                     | 77  | (en)   |
| 14 août  | Kristaq Dhamo                  | Réalisateur albanais.                                                                          | 89  |        |
| 14 août  | Nina Garsoïan                  | Historienne américaine d'origine française.                                                    | 99  | (en)   |
| 14 août  | Déwé Gorodey                   | Femme politique kanak de Nouvelle-Calédonie.                                                   | 73  |        |
| 14 août  | André Lavallée                 | Homme politique québécois.                                                                     | 70  |        |
| 14 août  | Arne Legernes                  | Footballeur norvégien.                                                                         | 91  | (no)   |
| 14 août  | Svika Pick                     | Musicien israélien.                                                                            | 72  | (he)   |
| 14 août  | Nafis Sadik                    | Conseillère spéciale du secrétaire général de l'ONU.                                           | 92  | (en)   |
| 14 août  | Dmitri Vrubel                  | Peintre russe.                                                                                 | 62  | (ru)   |
| 13 août  | Piero Angela                   | Journaliste, vulgarisateur scientifique et musicien italien.                                   | 93  | (it)   |
| 13 août  | Jean Baechler                  | Universitaire et sociologue français.                                                          | 85  |        |
| 13 août  | Rossana Di Lorenzo             | Actrice italienne.                                                                             | 84  | (it)   |
| 13 août  | Desanka Kovačević-Kojić        | Historienne bosno-serbe.                                                                       | 96  | (sr)   |
| 13 août  | Antoine Poncet                 | Sculpteur franco-suisse.                                                                       | 94  |        |
| 12 août  | Claudio Garella                | Footballeur italien.                                                                           | 67  | (it)   |
| 12 août  | Louis Grillot                  | Homme politique français.                                                                      | 90  |        |
| 12 août  | Natalia LL                     | Artiste contemporaine polonaise.                                                               | 85  | (pl)   |
| 12 août  | Adèle Milloz                   | Championne française de ski alpinisme.                                                         | 26  |        |
| 12 août  | Wolfgang Petersen              | Réalisateur, scénariste et producteur germano-américain.                                       | 81  |        |
| 12 août  | José Luis Pérez-Payá           | Footballeur international espagnol.                                                            | 94  | (es)   |
| 12 août  | Viatcheslav Semionov           | Footballeur soviétique, médaillé de bronze aux Jeux olympiques d'été de 1972.                  | 74  | (uk)   |
| 11 août  | Michael Badnarik               | Ingénieur et homme politique américain.                                                        | 68  | (en)   |
| 11 août  | Darius Danesh                  | Chanteur pop britannique d'ascendances écossaise et iranienne.                                 | 41  | (en)   |
| 11 août  | Paul Green                     | Joueur puis entraîneur de rugby à XIII australien.                                             | 49  | (en)   |
| 11 août  | Anne Heche                     | Actrice, réalisatrice, scénariste et productrice américaine.                                   | 53  | (en)   |
| 11 août  | Hanae Mori                     | Styliste japonaise.                                                                            | 96  |        |
| 11 août  | Manuel Ojeda                   | Acteur mexicain.                                                                               | 81  | (es)   |
| 11 août  | Jean-Jacques Sempé             | Dessinateur français.                                                                          | 89  |        |
| 11 août  | József Tóth                    | Footballeur international hongrois.                                                            | 70  |        |
| 10 août  | Michel Autrand                 | Historien de la littérature français.                                                          | 87  |        |
| 10 août  | Fernando Chalana               | Footballeur international portugais.                                                           | 63  |        |
| 10 août  | Jef Claerhout                  | Sculpteur belge.                                                                               | 84  | (nl)   |
| 10 août  | Kiril Dojčinovski              | Footballeur international yougoslave puis macédonien.                                          | 78  | (sr)   |
| 10 août  | Houshang Ebtehaj               | Poète, musicien et écrivain iranien.                                                           | 94  | (en)   |
| 10 août  | Vesa-Matti Loiri               | Acteur et musicien finlandais.                                                                 | 77  | (en)   |
| 10 août  | Gérard Schlosser               | Peintre français.                                                                              | 91  |        |
| 10 août  | Yi-Fu Tuan                     | Géographe sino-américain.                                                                      | 91  | (zh)   |
| 10 août  | Lydia de Vega                  | Athlète philippine.                                                                            | 57  | (en)   |
| 9 août   | Raymond Briggs                 | Dessinateur, illustrateur et écrivain britannique.                                             | 88  | (en)   |
| 9 août   | Dakolé Daïssala                | Homme politique camerounais.                                                                   | 79  |        |
| 9 août   | Ingemar Erlandsson             | Footballeur international suédois.                                                             | 64  |        |
| 9 août   | Nicholas Evans                 | Journaliste, écrivain et scénariste britannique.                                               | 72  |        |
| 9 août   | Donald Machholz                | Astronome amateur américain.                                                                   | 69  | (en)   |
| 9 août   | Alberto Orzan                  | Footballeur international italien.                                                             | 91  | (it)   |
| 8 août   | Lamont Dozier                  | Chanteur et compositeur américain de musique soul.                                             | 81  |        |
| 8 août   | Olivia Newton-John             | Chanteuse et actrice anglo-australienne.                                                       | 73  |        |
| 8 août   | Zofia Posmysz                  | Journaliste, écrivaine, résistante et survivante de la Shoah polonaise.                        | 98  | (pl)   |
| 8 août   | Jozef Tomko                    | Cardinal slovaque.                                                                             | 98  |        |
| 7 août   | Ezekiel Alebua                 | Homme d'État salomonien.                                                                       | 75  | (en)   |
| 7 août   | Biyi Bandele                   | Écrivain et réalisateur nigérian.                                                              | 54  | (en)   |
| 7 août   | Dick Carter                    | Joueur de squash australien.                                                                   | 83  | (en)   |
| 7 août   | Ernesto Cavour                 | Musicien bolivien, écrivain et théoricien de la musique andine.                                | 82  | (es)   |
| 7 août   | Elana Dykewomon                | Militante lesbienne, auteure, éditrice et enseignante américaine.                              | 72  | (en)   |
| 7 août   | Bertram Fields                 | Avocat américain.                                                                              | 93  | (en)   |
| 7 août   | Anatoli Filiptchenko           | Cosmonaute soviétique et puis russe.                                                           | 94  | (en)   |
| 7 août   | Bill Graham                    | Avocat et homme politique canadien.                                                            | 83  |        |
| 7 août   | Alain Howiller                 | Journaliste français.                                                                          | 83  |        |
| 7 août   | David McCullough               | Historien, écrivain et biographe américain.                                                    | 89  | (en)   |
| 7 août   | Roger E. Mosley                | Acteur américain.                                                                              | 83  | (en)   |
| 7 août   | Émile Robert                   | Footballeur français.                                                                          | 101 |        |
| 7 août   | Rostislav Václavíček           | Footballeur tchèque, champion aux Jeux olympiques d'été de 1980.                               | 75  | (cs)   |
| 6 août   | Carlo Bonomi                   | Acteur italien.                                                                                | 85  |        |
| 6 août   | Raymond Lebreton               | Coureur cycliste français.                                                                     | 80  |        |
| 6 août   | Daniel Lévi                    | Auteur-compositeur-interprète et pianiste français.                                            | 60  |        |
| 6 août   | Thomas G. Phillips             | Spécialiste de physique du solide et astronome américain.                                      | 85  | (en)   |
| 6 août   | Boudjemaa Talai                | Homme politique algérien.                                                                      | 70  |        |
| 5 août   | Clémentine Ananga Messina      | Femme politique camerounaise.                                                                  | 63  |        |
| 5 août   | Diego Bertie                   | Acteur et chanteur péruvien.                                                                   | 54  | (es)   |
| 5 août   | Robert Brockman                | Homme d'affaires américain.                                                                    | 81  | (en)   |
| 5 août   | Clu Gulager                    | Acteur américain.                                                                              | 93  | (en)   |
| 5 août   | Issey Miyake                   | Modéliste et designer japonais.                                                                | 84  |        |
| 5 août   | Ivan Moscatelli                | Peintre italo-suisse.                                                                          | 78  |        |
| 5 août   | Caroline Pauwels               | Professeure d'université belge.                                                                | 58  | (nl)   |
| 5 août   | Jô Soares                      | Acteur, journaliste et écrivain brésilien.                                                     | 84  | (en)   |
| 4 août   | Thorleif Andresen              | Cycliste sur route norvégien.                                                                  | 77  | (en)   |
| 4 août   | Christian Barbier              | Animateur de radio français.                                                                   | 82  |        |
| 4 août   | Paul De Knop                   | Professeur puis recteur d'université belge.                                                    | 67  |        |
| 4 août   | Johnny Famechon                | Boxeur australien.                                                                             | 77  | (en)   |
| 4 août   | Nicola Khuri                   | Physicien américain.                                                                           | 89  | (en)   |
| 4 août   | Albert Longchamp               | Prêtre catholique, journaliste et écrivain suisse.                                             | 80  |        |
| 4 août   | Akin Mabogunje                 | Géographe nigérian.                                                                            | 90  | (en)   |
| 4 août   | Margaret Maruani               | Sociologue française.                                                                          | 68  |        |
| 3 août   | Yvonne Baby                    | Journaliste et romancière française.                                                           | 90  |        |
| 3 août   | Terry Caffery                  | Joueur professionnel de hockey sur glace canadien.                                             | 73  | (en)   |
| 3 août   | Raymond Vahan Damadian         | Médecin, entrepreneur et physicien américain.                                                  | 86  | (en)   |
| 3 août   | Andrejs Rubins                 | Footballeur letton.                                                                            | 43  |        |
| 3 août   | Jackie Walorski                | Femme politique américaine.                                                                    | 58  | (en)   |
| 2 août   | Melissa Bank                   | Auteure américaine.                                                                            | 61  | (en)   |
| 2 août   | Lucien Kroll                   | Architecte belge.                                                                              | 95  |        |
| 2 août   | Clayton Ruby                   | Avocat canadien.                                                                               | 80  | (en)   |
| 2 août   | Vin Scully                     | Journaliste et commentateur sportif américain.                                                 | 94  |        |
| 1er août | Lennart Back                   | Athlète suédois.                                                                               | 89  | (sv)   |
| 1er août | Carlos Blixen                  | Basketteur uruguayen, médaillé de bronze aux Jeux olympiques d'été de 1956.                    | 85  | (es)   |
| 1er août | Hugo Fernández                 | Footballeur uruguayen.                                                                         | 77  | (es)   |
| 1er août | John Hughes                    | Footballeur puis entraîneur écossais.                                                          | 79  | (en)   |
| 1er août | Anny-Chantal Levasseur-Regourd | Astrophysicienne française.                                                                    | 77  |        |
| 1er août | Ilinka Mitreva                 | Femme politique yougoslave puis macédonienne.                                                  | 72  | (mk)   |
| 1er août | Hiroshi Ōtake                  | Seiyū japonais.                                                                                | 90  | (en)   |
| 1er août | Christian Rapin                | Écrivain, poète et linguiste français d'expression occitane.                                   | 91  |        |
| 1er août | Gary Schroen                   | Espion américain.                                                                              | 80  | (en)   |
| 1er août | Hans Weilbächer                | Footballeur internatioanl ouest-allemand.                                                      | 88  | (de)   |